# Gonçal Mayos
Gonçal Mayos Solsona (Vilanova de la Barca, Lleida, 4 de outubro de 1957) é filósofo, ensaista e professor da Universidade de Barcelona. Especialista em Nietzsche, Hegel, Herder, Kant, Descartes e D'Alembert, tem evoluído para o estudo dos grandes movimentos modernos (Racionalismo, Ilustração, Romantismo, filosofias da suspeita) e sua influência contemporânea e na postmodernidad. Mayos cunhou o termo macrofilosofia  para caracterizar a sua análise global, interdisciplinar e os processos de longo prazo. Tem escrito numerosos livros e artigos, preside o Liceu de filosofia Joan Maragall do Ateneu Barcelonès, co-dirige GIRCHE, Grupo de Pesquisa Internacional "História, Cultura e Estado' e dirige OPEN-PHI (Open Network for Postdisciplinarity and Macrophilosophy). 

## Livros

### Português
- G. W. F. Hegel. Vida, pensamento e obra G. Mayos (trad. Catarina Mourâo), Barcelona: Planeta De Agostini, 2008.
- "A PERIODIZAÇÃO HEGELIANA DA HISTÓRIA: o vértice do conflito interno do pensamento hegeliano" G. Mayos (trad. Marcelo Maciel Ramos) en Revista Brasileira de Estudos Políticos (ISSN: 0034-7191 ), Belo Horizonte, vol. 104 (2012, janeiro a junho), pp. 13-52.

### Castelhano-Espanhol
- Hegel. Dialéctica entre conflicto y razón, G. Mayos, Barcelona: Red ediciones S.L., 2014, 145 pp. ISBN rústica: 978-84-9007-353-7. ISBN ebook: 978-84-9953-874-7.
- Prólogo a Cultura, Historia y Estado: pensadores en clave macrofilosófica G. Mayos, F. Garcia-Collado & Saulo P. Coelho (Eds.), Barcelona: La Busca, 2013.
- "Cognitariado es precariado. El cambio en la sociedad del conocimiento turboglobalizada" en Cambio social y cooperación en el siglo XXI (vol. 2): El reto de aumentar la equidad dentro de los límites ecológicos, B. Román y G. de Castro (coords.), Barcelona: Intervida/Educo/UB, 2013.
- Macrofilosofia da globalização e do pensamento único. A análise macrofilosófico para empoderamento G. Mayos, Madrid: Editora Académica Española, 2012.
- A macrofilosofia da modernidade G. Mayos, Rota: dLibro, 2012.
- Filosofía para indignados. Textos situacionistas de Guy Debord y otros, Barcelona: RBA, prólogo de G. Mayos, selección de G. Mayos y Yanko Moyano.
- A Sociedade da Ignorância (por motivo do Dia Mundial d'Internet, 17 de maio de 2009), A. Brey, D. Innerarity e G. Mayos; prólogo de E. Carbonell. Editado por www.infonomia.com. Descarga gratuita em www.theignorancesociety.com (disponível em castelhano, catalão e inglès).
- D'Alembert. Vida, obra e pensamento, G. Mayos, J.M. Sánchez Rom, T. Montesinos e J. Neubauer. Barcelona: Planeta DeAgostini, 2008.
- Hegel. Vida, obra e pensamento, Gonçal Mayos, Barcelona, Planeta DeAgostini, 2007.
- A Ilustração. Gonçal Mayos, Barcelona: Editorial UOC, 2007.
- Ilustração em frente a Romantismo. A polémica Kant - Herder em filosofia da história, Barcelona: Editorial Herder, 2004.

### Catalão
- "La sospita com a forma de vida filosòfica" en La filosofia forma de vida, Barcelona: La Busca, 2014.
- Globalização e multiculturalismo G. Mayos e I. Serra (eds), Barcelona: La Busca, 2011.
- La Societat de la Ignorància (llibre per a celebrar el Dia Mundial d'Internet, 17 de maio de 2009), A. Brey, D. Innerarity i G. Mayos; pròleg d'E. Carbonell. Editat per www.infonomia.com. Descàrrega gratuïta a www.theignorancesociety.com (disponible en català, castellà i anglès).
- La Il·lustració, Barcelona: Editorial UOC, 2006.
- Marxa i sentit especulatius de la història. Comentari a Hegel, Barcelona: Editorial PPU, 1993.
- Entre lògica i empíria. Claus de la filosofia hegeliana de la història, Barcelona: Editorial PPU, 1989. Premi Prat de la Riba de l'Institut d'Estudis Catalans (1991).